# 1920년 미국 하원의원 선거
1918년 미국 하원의원 선거는 1920년 미국에서 치러진 하원의원 선거로, 전후 국제연맹 제안 등으로 윌슨 행정부의 지지도가 떨어지며 같이 치러진 대선에서 공화당의 워런 하딩 후보가 당선됨과 함께 하원에서도 공화당이 과반을 차지하였다.

## 선거 결과
| 정당   | 의석수 |
| ------ | ------ |
| 공화당 | 302석  |
| 민주당 | 131석  |
| 사회당 | 1석    |
| 무소속 | 1석    |
| 합계   | 435석  |

득표
| 정당                | 득표수     | 득표율 |
| ------------------- | ---------- | ------ |
| 공화당              | 14,827,891 | 58.5%  |
| 민주당              | 9,079,985  | 35.82% |
| 사회당              | 678,944    | 2.68%  |
| 미네소타 농민노동당 | 243,800    | 0.96%  |
| 금주당              | 114,057    | 0.45%  |
| 기타                | 401,289    | 1.59%  |
| 총합                | 25,435,966 |        |